# Karratha (Austràlia Occidental)
Karratha és una ciutat de la regió de Pilbara a Austràlia Occidental, adjunta al port de Dampier. Va ser fundada l'any 1968 per acomodar elstreballadors de les mines de ferro de l'empresa Hamersley i el petroli i gas natural. El 2015 tenia 19.235 habitants. El nom de la ciutat significa bon país en idioma aborigen.
Karratha, una ciutat aïllada, es troba a uns 1535 km al nord de Perth i a 850 km al sud-oest de Broome a la North West Coastal Highway.

## Clima
Karratha té un clima càlid semiàrid pràcticament desèrtic.
| Dades climàtiques a Karratha       | Dades climàtiques a Karratha | Dades climàtiques a Karratha | Dades climàtiques a Karratha | Dades climàtiques a Karratha | Dades climàtiques a Karratha | Dades climàtiques a Karratha | Dades climàtiques a Karratha | Dades climàtiques a Karratha | Dades climàtiques a Karratha | Dades climàtiques a Karratha | Dades climàtiques a Karratha | Dades climàtiques a Karratha | Dades climàtiques a Karratha |
| Mes                                | gen                          | febr                         | març                         | abr                          | maig                         | juny                         | jul                          | ag                           | set                          | oct                          | nov                          | des                          | anual                        |
| ---------------------------------- | ---------------------------- | ---------------------------- | ---------------------------- | ---------------------------- | ---------------------------- | ---------------------------- | ---------------------------- | ---------------------------- | ---------------------------- | ---------------------------- | ---------------------------- | ---------------------------- | ---------------------------- |
| Màxima rècord °C (°F)              | 48.2 (118.8)                 | 47.7 (117.9)                 | 45.8 (114.4)                 | 41.3 (106.3)                 | 37.6 (99.7)                  | 32.8 (91)                    | 34.0 (93.2)                  | 35.4 (95.7)                  | 40.7 (105.3)                 | 44.7 (112.5)                 | 44.8 (112.6)                 | 46.9 (116.4)                 | 48.2 (118.8)                 |
| Màxima mitjana °C (°F)             | 35.9 (96.6)                  | 35.8 (96.4)                  | 36.1 (97)                    | 34.3 (93.7)                  | 30.0 (86)                    | 26.5 (79.7)                  | 26.3 (79.3)                  | 28.3 (82.9)                  | 30.8 (87.4)                  | 34.1 (93.4)                  | 35.1 (95.2)                  | 35.8 (96.4)                  | 32.4 (90.3)                  |
| Mínima mitjana °C (°F)             | 26.7 (80.1)                  | 26.7 (80.1)                  | 25.9 (78.6)                  | 22.7 (72.9)                  | 18.3 (64.9)                  | 15.1 (59.2)                  | 13.8 (56.8)                  | 14.3 (57.7)                  | 16.9 (62.4)                  | 20.8 (69.4)                  | 23.1 (73.6)                  | 25.6 (78.1)                  | 20.8 (69.4)                  |
| Mínima rècord °C (°F)              | 20.5 (68.9)                  | 19.4 (66.9)                  | 17.0 (62.6)                  | 14.7 (58.5)                  | 10.8 (51.4)                  | 7.1 (44.8)                   | 6.9 (44.4)                   | 8.0 (46.4)                   | 10.0 (50)                    | 11.1 (52)                    | 16.0 (60.8)                  | 18.7 (65.7)                  | 6.9 (44.4)                   |
| Pluja mitjana mm (polzades)        | 49.1 (1.933)                 | 78.0 (3.071)                 | 47.8 (1.882)                 | 17.6 (0.693)                 | 28.3 (1.114)                 | 35.3 (1.39)                  | 14.3 (0.563)                 | 4.3 (0.169)                  | 1.3 (0.051)                  | 0.4 (0.016)                  | 1.4 (0.055)                  | 14.0 (0.551)                 | 291.8 (11.488)               |
| Mitjana de dies de pluja (≥ 0.2mm) | 4.2                          | 5.3                          | 4.0                          | 1.8                          | 3.2                          | 3.2                          | 2.0                          | 1.1                          | 0.5                          | 0.3                          | 0.4                          | 1.4                          | 27.4                         |
| Font: Bureau of Meteorology        |                              |                              |                              |                              |                              |                              |                              |                              |                              |                              |                              |                              |                              |